# Яковлево (городской округ Подольск)
Яковлево — деревня в Подольском районе Московской области России. Входит в состав сельского поселения Стрелковское (до середины 2000-х — Брянцевский сельский округ).

## Население
Согласно Всероссийской переписи, в 2002 году в деревне проживало 59 человек (25 мужчин и 34 женщины). По данным на 2005 год в деревне проживало 55 человек.

## Расположение
Деревня Яковлево расположена примерно в 11 км к северо-востоку от центра города Подольска. Ближайшие населённые пункты — деревни Боборыкино и Малое Брянцево. У северной границы деревни расположен пруд на реке Гвоздянке.